# Randow

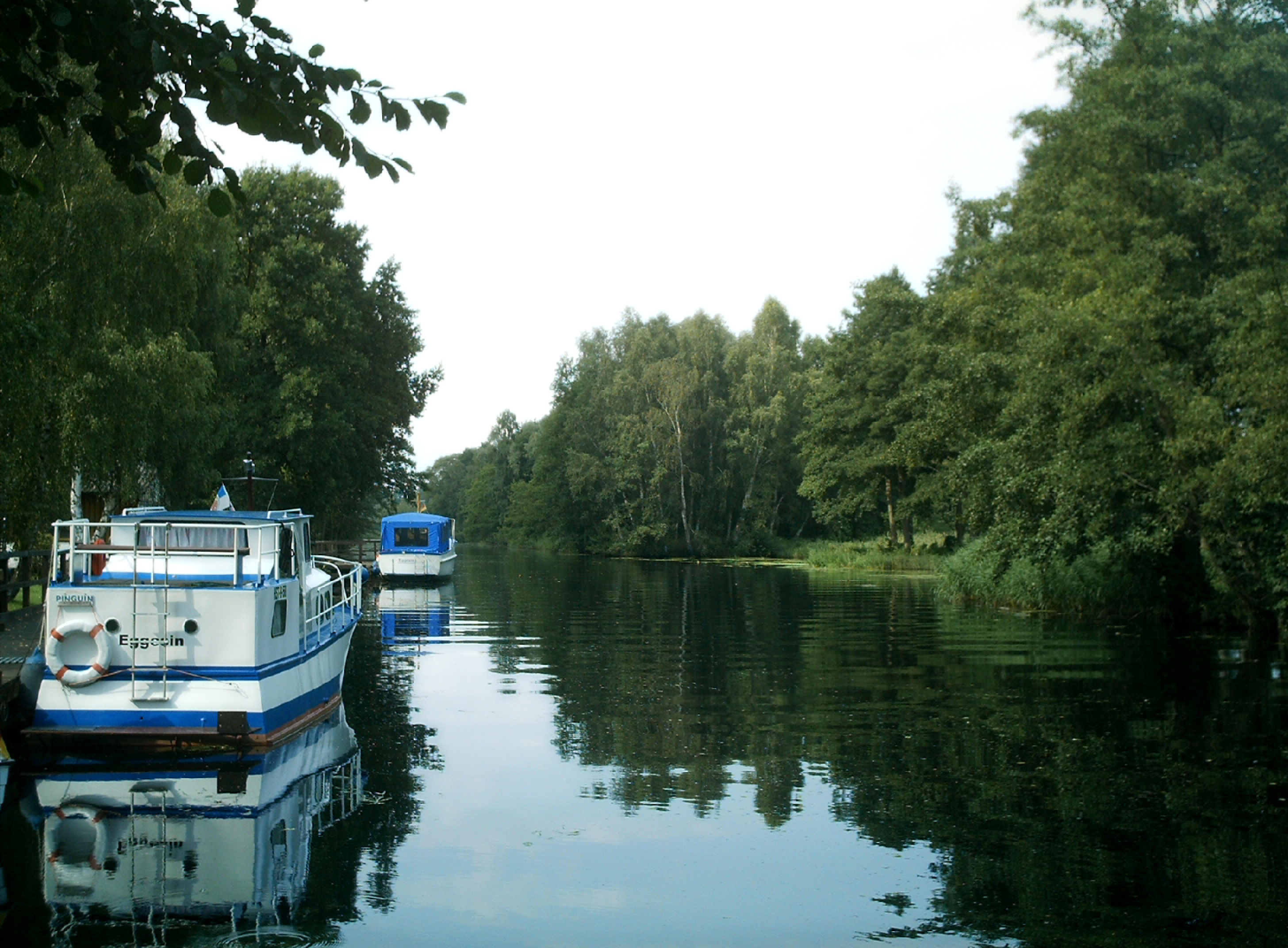
De Randow

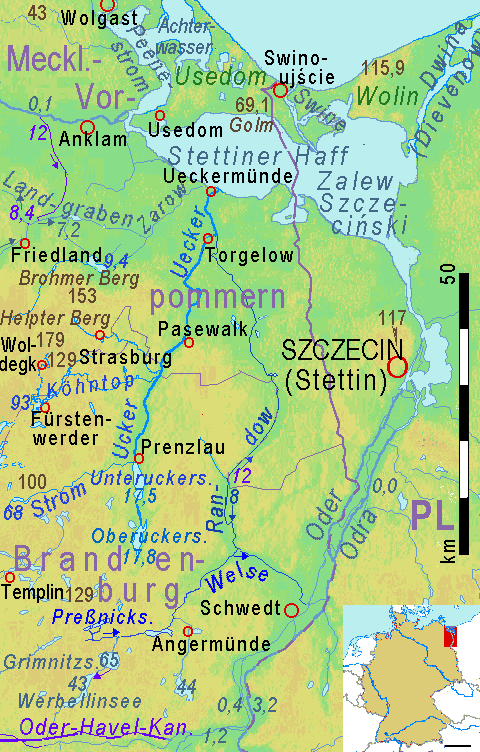
De rivieren de Ucker/Uecker, de Randow en de Welse

De Randow is een rivier in de Noord-Duitse Laagvlakte die zijn water verzamelt uit kleinere zijriviertjes en omliggende moerassen.
Tussen Schmölln (gemeente Randowtal) en Grünz bevindt zich het pseudo-bifurcatiepunt op 12 m hoogte: van daar stroomt de rivier zowel:
- in noordelijke richting naar Löcknitz en Eggesin waar zij in de Uecker uitmondt, die zelf kort daarna in het Oderhaf uitmondt.
- in zuidelijke richting naar de Welse waarin zij nabij Passow uitmondt.

De afstand tussen beide mondingen en dus ook de lengte van de rivier bedraagt 68 km.
- Virtual International Authority File: 240099620